# Culicoides quaterifasciatus
Culicoides quaterifasciatus är en tvåvingeart som beskrevs av Tokunaga 1959. Culicoides quaterifasciatus ingår i släktet Culicoides och familjen svidknott. Inga underarter finns listade i Catalogue of Life.